# Thomas Coke (1er comte de Leicester, 1754-1842)
Pour les articles homonymes, voir Thomas Coke et Coke.
Thomas William Coke, 1er comte de Leicester (6 mai 1754 - 30 juin 1842), connu sous le nom de Coke de Norfolk ou Coke de Holkham, est un homme politique et réformateur agricole britannique. Fils de Wenman Coke, député de Derby, et de sa femme Elizabeth, Coke fait ses études dans plusieurs écoles, dont Collège d'Eton, avant d'entreprendre un Grand Tour d'Europe. Après son retour en Grande-Bretagne et son mariage, le père de Coke meurt, le laissant propriétaire d'un domaine de 30 000 acres dans le Norfolk. Élu au Parlement en 1776 pour le Norfolk, Coke devient un ami proche de Charles James Fox et rejoint son camarade d'école d'Eton, William Windham dans son soutien aux colons américains pendant la Guerre d'indépendance des États-Unis. En tant que partisan de Fox, Coke est l'un des députés qui perdent leur siège aux élections générales de 1784, et il retourne dans le Norfolk pour travailler sur l'agriculture, la chasse et l'entretien et l'expansion de Holkham Hall, sa maison ancestrale.
Coke est de nouveau élu au Parlement en 1790, siégeant sans interruption jusqu'en 1832, et il s'exprime principalement sur des questions d'intérêt local, telles que les Corn Laws. Son deuxième objectif sont les libertés civiles et il se prononce contre la réponse du gouvernement au massacre de Peterloo et à des événements similaires. Décrit comme le « plus grand roturier d'Angleterre », il choisit l'adoption du Great Reform Act de 1832 comme le moment de prendre sa retraite, devenant plus tard comte de Leicester en juillet 1837. Après une courte maladie, Coke meurt le 30 juin 1842 et son fils Thomas lui succède comme comte. Le principal héritage de Coke est en tant que réformateur agricole, pas en tant que personnalité politique ; il est historiquement crédité d'avoir déclenché la révolution agricole britannique grâce aux réformes qu'il apporte à l'agriculture sur ses domaines. Les historiens ultérieurs ont remis cela en question, cependant, notant que les développements qui lui sont crédités sont très probablement l'œuvre d'autres individus ; néanmoins, il est toujours décrit comme « le véritable héros de l'agriculture du Norfolk ».

## Jeunesse et éducation
Coke est né le 6 mai 1754 à Londres, de Wenman Coke (à l'origine Wenman Roberts) et Elizabeth Chamberlayne. Les Coke sont une famille de propriétaires terriens du Derbyshire, originaire de Norfolk, Wenman représentant Derby comme l'un de ses deux députés, et en tant que tel, Coke est né dans une famille riche et propriétaire de domaines. L'un de ses premiers souvenirs est "d'être tenu devant une fenêtre pour regarder un renard se faire coincer et tuer par des chiens". On sait peu de choses sur le père de Coke ; Wenman est décrit comme une personne timide qui « voyait peu de compagnie et vivait beaucoup hors du monde ; ses habitudes étaient celles d'un gentilhomme campagnard, consacrant son esprit à l'agriculture, modérément accro aux sports de plein air et plus que l'un ou l'autre, à la lecture dans laquelle il passe de nombreuses heures ; ferme dans ses principes qui sont ceux du vieux Whig ; aimable dans son caractère doux dans ses manières, il est aimé de ses amis » . Les perspectives de la famille s'améliorent considérablement en 1759 quand Coke a cinq ans, lorsque son oncle, Thomas Coke, 1er comte de Leicester, meurt. La cause de la mort de Thomas n'est pas certaine, bien qu'il y ait des chances qu'il s'agisse d'un duel, mais le résultat est qu'à la mort de l'épouse de Thomas, Margaret, Wenman doit hériter d'un important domaine dans le Norfolk, dont Holkham Hall, un "chef-d'œuvre palladien". Margaret évite soigneusement le reste de la famille, jurant de survivre à Wenman simplement pour s'assurer qu'il n'hériterait pas du domaine .
Il existe peu de documents sur les premières années de Thomas Coke, bien que l'on sache qu'il fait ses études à Longford, dans le Derbyshire, avant d'aller dans une école à Wandsworth dirigée par des colons français. En 1765, il est envoyé au Collège d'Eton, où il est rejoint par William Windham, un ami proche dans sa vie future. Coke est apparemment heureux à Eton, et excellent dans les sports de plein air ; à une occasion, 70 snipes qu'il a tués sont retrouvés dans sa chambre, et à une autre occasion, il évite de justesse d'être puni pour avoir tiré sur un faisan dans le parc Windsor. Il ne s'intéresse pas particulièrement à ses études universitaires, mais au moment où il quitte Eton en 1771, Coke a développé un cercle étroit d'amis et de relations avec la classe des propriétaires terriens, ainsi que des compétences pratiques pour gérer ses futurs domaines . Après avoir quitté l'école, il entreprend un Grand Tour d'Europe, financé par son père et sa grand-tante (qui lui offrent 500 £ pour ne pas aller à l'université, les considérant comme des repaires de vices) . Coke visite la France et l'Italie, où il est témoin du mariage du Jeune Prétendant avec la princesse Louise de Stolberg-Gedern ; Louise est apparemment tombée amoureuse de Coke, préférant l'Anglais du même âge à son mari alcoolique de 52 ans .

## Carrière
Au moment où Coke retourne en Grande-Bretagne, des plans sont déjà en cours pour qu'il entre au Parlement. Lorsqu'une élection est déclenchée en 1774, Wenman se présente pour le siège de Norfolk, et souhaite que son fils se présente à sa place pour Derby. Coke n'est pas particulièrement enthousiaste à ce sujet et se retire lorsque son adversaire découvre qu'il a moins de 21 ans, l'âge requis pour se présenter au Parlement. Son père étant élu, Coke voyage avec lui à Londres, rencontrant des membres de la haute société britannique. Sa sœur Elizabeth et son mari James Dutton sont également en visite, avec la sœur de Dutton, Jane, et Coke tombe amoureux d'elle. Wenman n'est pas favorable lorsque Coke lui demande de les laisser se marier, car il a choisi la fille d'un baronnet pour son fils, mais avec l'intercession de l'ami de Wenman Harbord Harbord, il consent finalement à leur mariage, qui a lieu le 5 octobre. 1775.
Le nouveau couple vit à Godwick Manor, leur paix étant perturbée en 1776 lorsque la santé de Wenman commence à décliner. Il est finalement décédé le 10 avril des suites d'"une constipation que la médecine n'a pas pu éliminer", laissant Coke en charge d'un domaine de 30 000 acres à l'âge de 22 ans. Peu de temps après la mort de son père, Harbord et d'autres Whigs seniors rendent visite à Coke et lui demandent de représenter Norfolk à la place de son père. Coke n'est pas enthousiaste, ne se considérant pas comme un politicien et espérant profiter de ses nouveaux domaines et de sa richesse, mais après que ses visiteurs eurent fait remarquer qu'un conservateur pourrait le remplacer autrement « mon sang me glaça de la tête aux pieds, et je suis venu effronté". Le 12 avril, il publie un manifeste à l'électorat de Norfolk, retournant bientôt à la campagne, et après avoir été nommé à l'unanimité le 27 avril, il est élu en mai .

### Entrée au Parlement

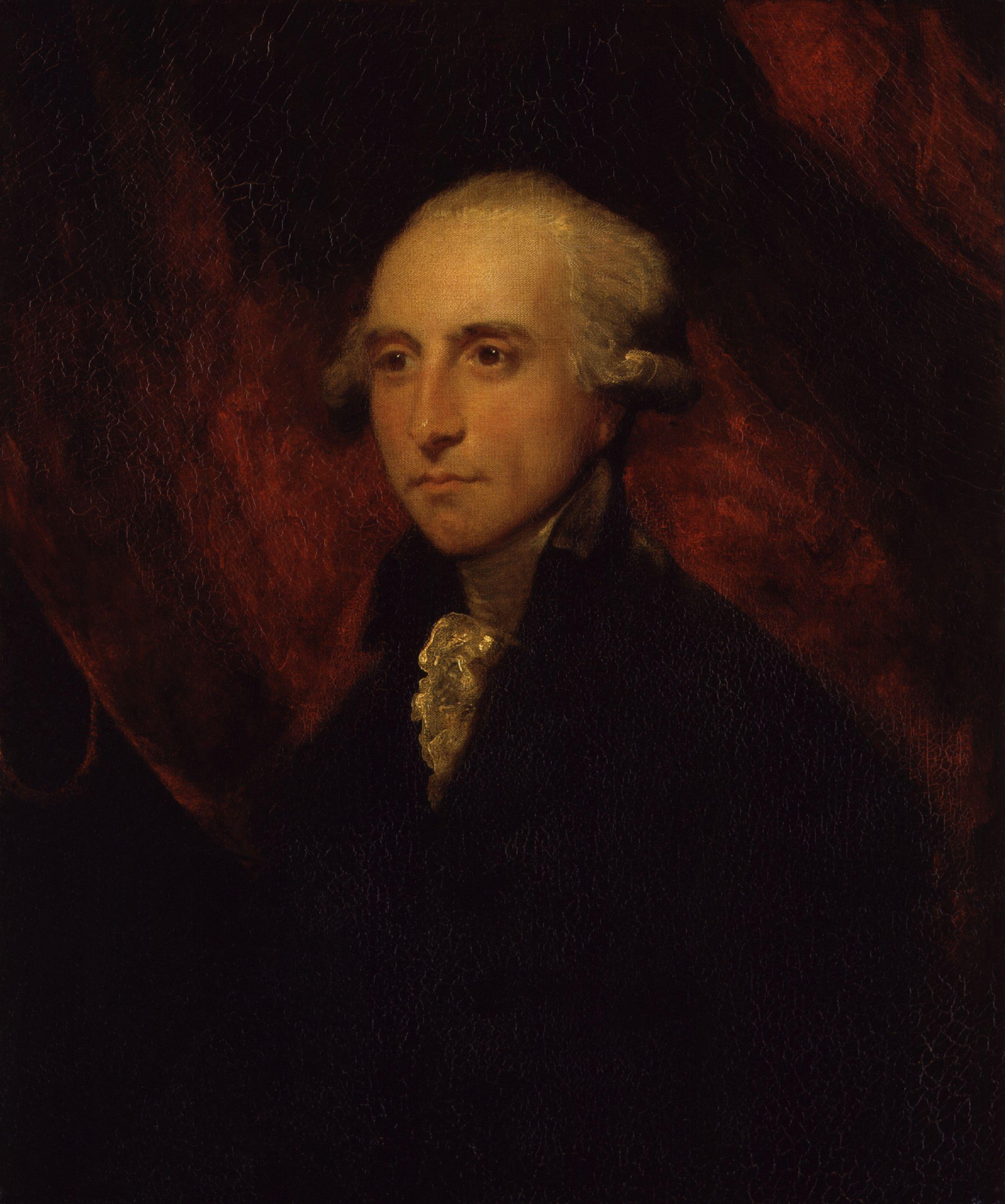
William Windham, ami et partisan de Coke pendant la guerre d'Indépendance américaine

On sait peu de choses sur le début de la carrière de Coke au Parlement; il parle relativement peu et la session parlementaire est close peu après son élection. Au cours de cet été, cependant, il noue une relation avec Charles James Fox, un homme politique Whig célèbre pour son style de vie franc et flamboyant. Coke raconte plus tard que « Quand je suis entré au Parlement pour la première fois, je me suis attaché à Fox et je me suis accroché à lui toute la vie. J'ai vécu dans le lien d'amitié le plus étroit avec lui." La période est une période de stabilité économique et de calme politique sous Frederick North, qui prend fin en raison de la Révolution américaine et de la guerre d'Indépendance américaine qui en résulte. Coke est connu pour son soutien aux colons américains; en tant que fervent partisan de la Glorieuse Révolution de 1688 et de la Déclaration des droits qui en résulte en 1689, il estime que le soutien des principes de justice et de tolérance en Grande-Bretagne et à l'étranger est son devoir en tant que sujet britannique, et ne voit aucun conflit entre sa position de partisan des colons et son patriotisme. Après les batailles de Saratoga, il devient clair que toute victoire en Amérique serait longue et coûteuse, et dans une tentative de lever des fonds, le roi George III demande aux sujets de faire un don. À Norwich, une réunion se tient en janvier 1778 à cet effet ; il lève 4 500 £ en moins d'une heure. Windham et Coke assistent à cette réunion, Windham prononçant un discours passionné soulignant que la campagne n'a jusqu'à présent abouti qu'à « la déception, la honte et le déshonneur », et que « la paix et la réconciliation avec l'Amérique » sont la seule option . Windham, Coke et leurs partisans se retirent ensuite dans un pub voisin, où ils rédigent une pétition adressée au roi par « la noblesse, la gentry, le clergé, les propriétaires fonciers et les habitants du comté de Norfolk ». Elle est présentée au Parlement par Coke le 17 février 1778, signé par 5 400 personnes de Norfolk. George III prend cela comme une insulte personnelle et n'a donc pas aimé Coke jusqu'à sa mort .
Coke soulève également la question du gibier de chasse. À la fin du XVIIIe siècle, une série de lois sont adoptées pour protéger le droit des propriétaires fonciers à chasser et sanctionner sévèrement les braconniers. Le 27 février, Coke, un chasseur enthousiaste, propose au Parlement d'assouplir ces lois ; "Des coalitions s'étaient formées dans le pays contre l'exécution de ces lois et des vies avaient été perdues". Avant qu'aucune motion ne puisse être présentée (ce n'est qu'en 1827 que les lois ont été révisées), la situation en Amérique s'impose de nouveau. Le 22 février, Henry Seymour Conway présente une motion demandant au roi « d'écouter l'humble prière et les conseils de ses fidèles communes, afin que la guerre sur le continent nord-américain ne puisse plus être poursuivie dans le but peu pratique de réduire les habitants de ce pays à l'obéissance par la force". Bien que la motion ait échoué, elle est de nouveau présentée le 27 février et adoptée. Avec cela, Conway propose que "Une humble adresse soit présentée à Sa Majesté"; George III répond qu'il les verrait le 3 mars au Palais Saint James. C'est alors que "l'acte le plus important et le plus symbolique de la carrière politique de Coke" se produit . En tant que chevalier du comté, Coke a le droit de paraître à la cour vêtu « de ses bottes » par opposition à une tenue de cour formelle ; c'est ce qu'il fait, apparaissant devant George III vêtu d'une culotte de cuir, de bottes et d'éperons .
Finalement, le roi entame des négociations avec les colonies américaines et accepte la démission de Lord North - une action qui conduit finalement à la sortie du Parlement de Coke. Un nouveau gouvernement est formé en avril 1782, avec Lord Rockingham comme premier ministre et Fox et Lord Shelburne comme secrétaires d'État. Rockingham et Shelburne sont constamment en désaccord, en particulier sur la situation en Amérique du Nord, et avec la mort de Rockingham le 1er juillet, Shelburne est nommé Premier ministre. Le reste du gouvernement démissionne et après une période de chaos politique, l'éphémère Fox-North Coalition est formée en avril 1783. Coke est dégoûté par cet arrangement, le décrivant comme un « pacte révoltant ». Un projet de loi sur les Indes orientales, qui créé 7 commissaires pour superviser l'Inde, sème le chaos dans la coalition. De manière controversée, les commissaires seraient nommés par le gouvernement, et non par la couronne, ce qui remet en cause ce que le roi considère comme son droit constitutionnel. Battu à la Chambre des Lords, le projet de loi est utilisé par George III pour renverser le gouvernement Fox et installer un gouvernement dirigé par William Pitt le Jeune . Le Parlement est finalement dissous le 25 mars 1784, et grâce au soutien de longue date de Coke à Fox et à ses actions, les élections générales qui suivent conduisent Coke à perdre son siège .

### Norfolk

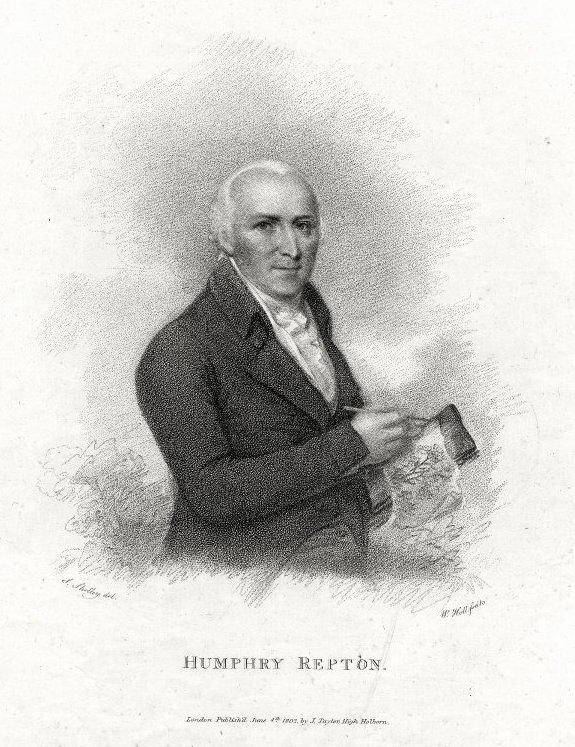
Humphry Repton, que Coke a employé pour modifier les terrains de Holkham Hall

Entre ses travaux parlementaires, Coke et sa femme entretiennent et améliorent ses domaines depuis qu'ils en ont pris possession en avril 1776. La pierre angulaire est Holkham House, un « temple des arts » construit par le grand-oncle de Coke. Sachant qu'il n'a pas la même compréhension de l'architecture et de l'art classiques, Coke y touche peu, se concentrant plutôt sur le parc et les jardins . Le terrain a été aménagé au cours des années 1720 et 1730, dans un design qui est rapidement considéré comme démodé. Coke fait agrandir massivement le lac, déplaçant un total de 36 000 mètres cubes de terre, et emploie le jardinier John Sandys à partir de 1781. Sandys créé plusieurs grands bois, plantant plus de 7 000 arbres sur 22 acres près de l'Eastern Lodge, dix autres acres près du lac et quatre acres sur des marais. En 1784, une nouvelle expansion des bois est entreprise, avec 40 acres et 11 000 arbres, et entre 1785 et 1789, 396 750 arbres sont plantés sur 179 acres supplémentaires. Il prend sa retraite en 1805 et est remplacé un an plus tard par James Loose, mais continue à conseiller Coke sur les questions forestières . La bibliothèque est également agrandie, grâce au travail de William Roscoe, qui achète des livres dont le Psautier de Mayence pour Coke entre 1814 et 1842 .
Coke agrandit également le domaine lui-même, incorporant des fermes autour de la maison à la fin de leurs baux, et en 1800, le domaine couvre 3 500 acres. Samuel Wyatt est également employé de 1799 à 1805 pour construire de nouvelles loges à l'entrée du domaine agrandi, et jusqu'en 1806 travaille sur un nouveau potager, qui couvre six acres. Humphry Repton est employé pour étendre le lac encore une fois et propose de construire un hangar à bateaux et un pavillon de pêche, ainsi qu'un bac à chaînes menant à une "chaumière confortable"; il n'y a aucune preuve que cette proposition ait jamais été approuvée . La plupart des travaux sont achevés en 1810, et à partir de ce moment, l'attention de Coke se tourne vers la chasse au gibier. Le domaine est explicitement conçu dans cet esprit, et les livres de chasse notent entre 1 300 et 2 500 perdrix tuées la plupart des années. En 1822, Elizabeth, la fille de Coke, enregistre que 800 oiseaux ont été abattus en une journée .

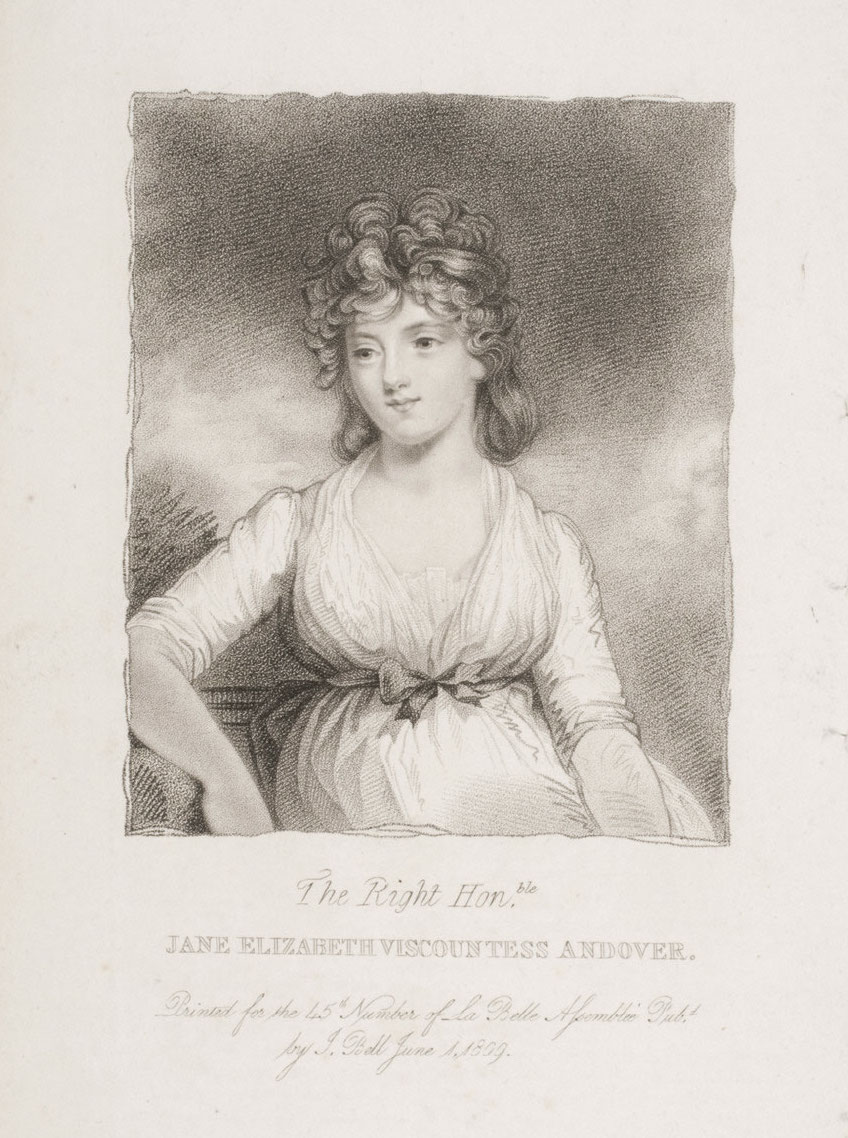
Sa fille Jane Coke

Jane Dutton, la femme de Coke, donne naissance à leur premier enfant en 1777, une fille nommée Jane. Deux autres filles suivent; Anne Margaret en 1779 et Elizabeth en 1795, avant la mort de Jane en 1800. Sa fille Jane épouse Charles Nevison Howard, vicomte Andover, le 21 juin 1796, mais le 11 janvier 1800, Andover meurt dans un accident de tir sur le domaine de Holkham. Jane se remarie avec Henry Digby en 1806 et ils ont 11 enfants .

### Propriétaire et agronome
En tant que propriétaire, Coke croit fermement au droit et à l'obligation morale d'un propriétaire foncier d'améliorer la qualité de vie de ceux qui vivent sur ses terres. Les rôles du propriétaire et du locataire sont clairement définis à la fin du XVIIIe siècle; le propriétaire doit fournir les champs, les routes et les bâtiments, tandis que le locataire fournit les semences, les outils et la main-d'œuvre . Le domaine de Coke comprend 54 fermes lorsqu'il en hérite, avec une excellente production agricole. Il y a, cependant, des dettes importantes en raison du travail de son oncle sur Holkham Hall, les intérêts à eux seuls s'élevant à 4 000 £ par an. Il a quelques difficultés à traiter avec les personnes employées avant d'hériter des domaines, et lorsque l'intendant Ralph Cauldwell, nommé par l'oncle de Coke, prend sa retraite en 1782, Coke n'a pas réussi à le remplacer jusqu'en 1816. Ce remplaçant est Francis Blaikie, un Écossais qui a auparavant été employé comme intendant des domaines de Lord Chesterfield. Blaikie porte une attention particulière aux endroits où les fermes vont mal ou peuvent faire mieux, mais a souvent du mal à faire face à Coke . Coke manque de sens financier dans des domaines autres que l'agriculture, vendant à une occasion toutes ses terres près de Manchester. Ce n'est que 20 ans plus tard que Blaikie en prend conscience, après avoir reçu une question des nouveaux propriétaires concernant les droits miniers. Blaikie se rend à Manchester pour rencontrer l'avocat qui s'est occupé de la vente, découvrant non seulement des actes de cession mal rédigés, mais aussi que toutes les terres vendues étaient riches en charbon .
Au début du XVIIIe siècle, les terres agricoles sont gérées par un système de champs ouverts, qui sont généralement surpeuplés et rendent très difficile l'essai de méthodes expérimentales ; les fermes fermées, d'autre part, sont de meilleure qualité et utiles pour l'expérimentation, avec pour résultat qu'elles rapportent un loyer presque le double d'un champ ouvert de taille similaire. Pour aggraver ce problème, de nombreux enclos sont divisés en bandes, de sorte que la propriété n'est pas claire. Entre 1776 et 1816, Coke achète rapidement des bandes de terre à proximité de ses domaines et les fait clôturer. Une grande partie de cela se produit pendant les guerres napoléoniennes, où les prix des céréales (et donc les bénéfices agricoles) culminent . Coke est influencé par Charles Townshend (2e vicomte Townshend), qui possède un domaine voisin qui encourage la rotation des cultures et l'amélioration de la ferme. Avec l'enclos, le marnage et les herbes améliorées, les améliorations de Townshend aboutissent à « un mode d'élevage totalement différent de celui pratiqué il y a cent ans » .

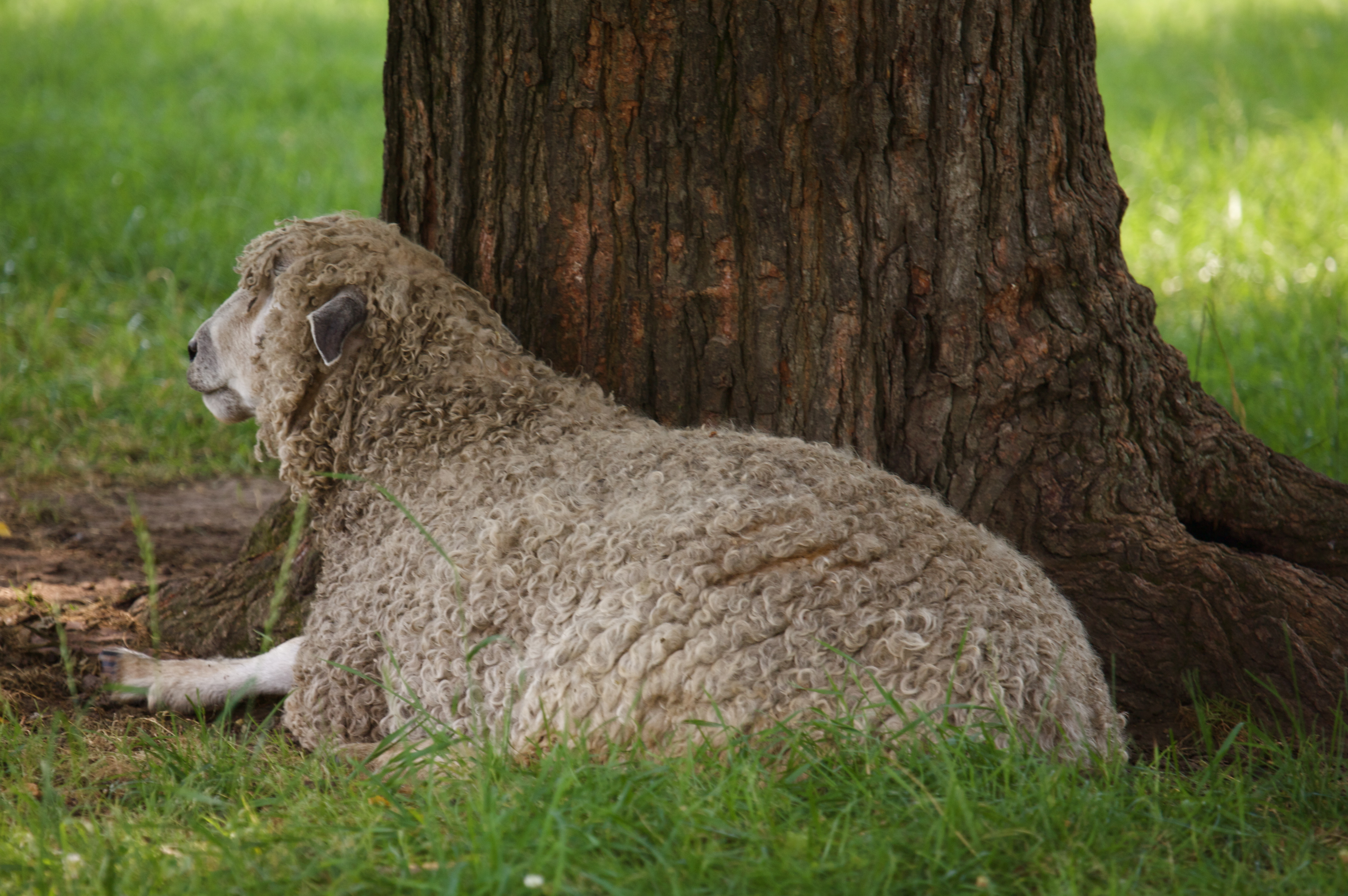
Le Leicester anglais, une race de mouton que Coke introduit dans le Norfolk et croise avec le Norfolk Horn natif

Les grandes améliorations de Coke viennent dans deux domaines; graminées et élevage. Il est le pionnier de l'utilisation du dactyle et de la luzerne comme herbe et fourrage respectivement, de sorte qu'en 1793, il prétend avoir 2 400 moutons à Holkham, contre 700 lorsqu'il a hérité des domaines. L'élevage implique des comparaisons de traite de divers types de vaches, ainsi que la première plantation de navets écossais, qui sont "un bon légume de table étant plus savoureux et nutritif et moins aqueux que la variété Norfolk" . Son principal domaine d'expérimentation est l'élevage sélectif de moutons. Le mouton le plus commun dans la région est le Norfolk Horn, qui est long sur pattes et lent à mûrir. Coke devient un promoteur du Leicester anglais, une race réputée pour sa maturation rapide et excellente lorsqu'elle est nourrie de navets. Coke croise les deux, le mouton résultant étant très docile et supérieur à la race pure Norfolk . Coke élève également du bétail et utilise des bœufs pour le labour plutôt que le cheval, étant le premier à les utiliser attelés et remportant un prix pour ses bœufs en 1837 .
À travers les tontes de moutons, les concours et ses contacts au sein de la noblesse, Coke diffuse bientôt ses nouvelles idées et races. Initialement de petits événements d'agriculteurs locaux, les tontes sont rapidement devenues des dîners officiels de 200 personnes, passant à 300 personnes en 1821 et 700 peu de temps après, avec même l'ambassadeur américain Richard Rush en 1819, ainsi que le consul de France et le duc de Sussex . Le Conseil d'agriculture est formé en 1793, avec Coke siégeant comme l'un des 30 « membres ordinaires » en tant qu'agriculteur de premier plan. Il est nommé vice-président en 1805. Le Conseil publie une série de rapports de comté pour la plus grande partie du Royaume-Uni, décrivant les nouvelles mesures agricoles prises dans diverses parties du pays .
Coke est décrit comme « le véritable héros de l'agriculture du Norfolk », malgré le fait que sa terre est si pauvre qu'un critique aurait fait remarquer que « le sol sablonneux mince doit être labouré par des lapins attelés à un couteau de poche » . Cependant, les universitaires et les écrivains contestent son importance. Les historiens du XIXe siècle et du début du XXe siècle le considèrent comme la figure cruciale de la révolution agricole britannique, lui attribuant l'inventeur de la rotation à quatre cultures . Naomi Riches décrit cela comme une « erreur », et RAC Parker, écrivant dans l'Economic History Review, déclare que « beaucoup des innovations qu'il est censé avoir introduites devraient être attribuées à ses prédécesseurs à Norfolk » ; cependant, cela « n'est pas nier la contribution substantielle de Coke lui-même à l'avancée de la technique agricole en Angleterre » .

### Poursuite de la carrière parlementaire

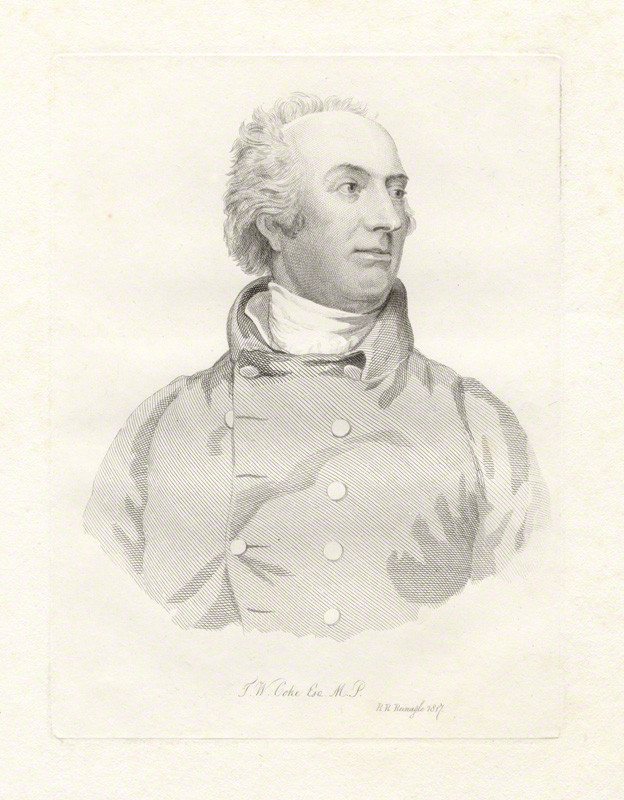
Coke en 1817

Coke est réélu au Parlement en 1790, à une époque de grands troubles politiques. La Révolution française un an plus tôt a déchiré le parti Whig en deux, avec Coke et Fox dans la minorité isolée qui soutient les révolutionnaires alors que leurs actes devenaient plus brutaux. Avec la déclaration de guerre en 1793, un impact se fait enfin sentir en Grande-Bretagne avec une hausse des prix agricoles et des loyers. Cela conduit également à la création de forces armées locales pour défendre le pays, ce à quoi Coke s'oppose. Cela réduit sa popularité dans le Norfolk et conduit à des soupçons qu'il pourrait être un jacobin, au point où il est contraint de déclarer publiquement qu'il n'est pas républicain et « détestait leurs principes » . Finalement, fin septembre 1798, il lève la cavalerie Holkham Yeoman, la commandant en tant que major, pour se défendre contre toute invasion. Cette unité est dissoute en 1802 avec la paix d'Amiens, mais après que la guerre ait éclaté à nouveau un an plus tard, d'autres régiments de volontaires sont formés. Coke est absent de tous les préparatifs de défense, estimant que les risques d'invasion sont exagérés, mais est finalement persuadé par l'opinion publique de reformer la cavalerie Yeoman en 1803 ; il est à nouveau dissous en 1805 .
La Révolution française divise les Whigs en deux factions, mais au fur et à mesure qu'elle progresse, le groupe de Fox en soutien aux révolutionnaires commence à diminuer. Coke coincé par Fox, et avec le déclenchement de la guerre, la scission devient définitive. Fox refuse d'accepter que la Grande-Bretagne soit impliquée dans un conflit, tout comme Coke. Au Parlement, Coke se prononce contre le conflit, débattant de la motion visant à collecter des fonds pour la guerre grâce à une nouvelle taxe en avril 1794 et soutenant la motion anti-guerre de Wilberforce le 24 mars 1795 . Il se sent plus à l'aise avec les affaires locales, cependant, et ses principales préoccupations « étaient celles de l'intérêt agricole », s'opposant à une nouvelle taxe foncière et introduisant un projet de loi pour raccourcir la saison de tournage, permettant la production de plus de maïs. Coke est de nouveau élu au Parlement en 1796, malgré un discours anti-guerre et anti-gouvernemental à l'électorat qui est condamné comme arrogant et dictatorial, mais découvre à son retour que les Foxites ont accepté de se retirer de l'activité parlementaire .
Après la dissolution du Parlement en juin 1802, une autre élection voit la réélection de Coke, bien que lors d'une élection contestée qui coûte 35 000 £ aux candidats . À la mort de William Pitt en 1806, les deux groupes whigs s'accordent pour une alliance, qui prend la forme du ministère de tous les talents. Fox est confirmé comme ministre des Affaires étrangères et Windham comme secrétaire à la Guerre et aux Colonies. Le gouvernement offre apparemment à Coke une pairie, ce qu'il refuse, et se concentre principalement sur l'abolition de l'esclavage, qui n'est accomplie qu'après la mort de Fox le 13 septembre 1806. La mort de Fox fait perdre au Parlement une partie de son attrait pour Coke, car ils ont été des amis proches . Sa participation au cours des deux années suivantes est très limitée, et l'occasion suivante est son soutien aux Corn Laws, qui sont très impopulaires dans le Norfolk et l'amènent à être physiquement attaqué par une foule en 1815 .
Avec la défaite de Napoléon à la bataille de Waterloo, les guerres en Europe prennent fin et les troupes rentrent chez elles. En conséquence, la nation subit des changements dramatiques en raison de la hausse du chômage alors que l'économie change et que le gouvernement commencent à rembourser ses dettes contractées pendant 20 ans de guerre. Les prix agricoles s'effondrent et Coke s'oppose aux augmentations de taxes qui auraient un impact sur les agriculteurs. En février 1816, il se prononce contre l'impôt sur le revenu et l'impôt sur le malt et, en mars, attaque l'impôt foncier comme étant « tout à fait contraire à la liberté civile ». Opposant aux excès du gouvernement à l'heure du chômage et de la fiscalité élevée, il vote également contre les estimations de l'armée et s'oppose à la liste civile en mai . Lors d'une réunion de comté le 5 avril 1817, Coke parle de l'intention du roi de « renverser la démocratie et d'asservir le pays » en restreignant la liberté d'expression et de la presse, suggérant que le gouvernement devait être renversé .
De retour au Parlement en 1818, il s'oppose au projet de loi sur les ménages royaux et présente un projet de loi modifiant la loi sur le jeu, qui est rejeté. Après le massacre de Peterloo et l'introduction par le gouvernement d'un projet de loi sur la prévention des réunions séditieuses, Coke accuse le gouvernement d'être "le plus fortement impliqué dans les événements de Manchester", affirmant que la réunion aurait été pacifique sans les interférences "des agents officieux de l'autorité" . Les années 1820 voient Coke parler beaucoup moins ; premièrement, à cause de la domination conservatrice continue au Parlement, et deuxièmement à cause de son remariage. En 1822, à l'âge de 68 ans et après 21 ans de veuvage, il épouse Anne Keppel, la fille de Lord Albemarle, et filleul de Coke âgée de 18 ans. Anne a initialement été amenée à Holkham pour épouser son neveu William, qui, en raison du manque de fils de Coke, hériterait du domaine, mais ils n'ont pas réussi à s'entendre. Le mariage d'Anne et de Coke est accueilli avec perplexité et décrit comme "absurde", mais malgré l'opposition a lieu le 26 février. Peu de temps après le mariage, Anne tombe enceinte et leur fils Thomas nait le 22 décembre .
En 1831, l'ami personnel de Coke, Charles Grey (2e comte Grey) devient premier ministre ; en conséquence, les apparitions de Coke au Parlement deviennent plus régulières. Il se réjouit du Great Reform Act de 1832, bien qu'il ne parle qu'une seule fois sur le sujet, et choisit son adoption le 4 juin 1832 comme le moment approprié pour prendre sa retraite en tant que député . En tant que « plus grand roturier d'Angleterre », Coke accepte finalement une pairie en juillet 1837 (ayant été offerte six fois auparavant), devenant ainsi le comte de Leicester. Il ne prend cependant aucun plaisir à fréquenter la Chambre des lords, la décrivant comme "l'hôpital des incurables" .

## Décès

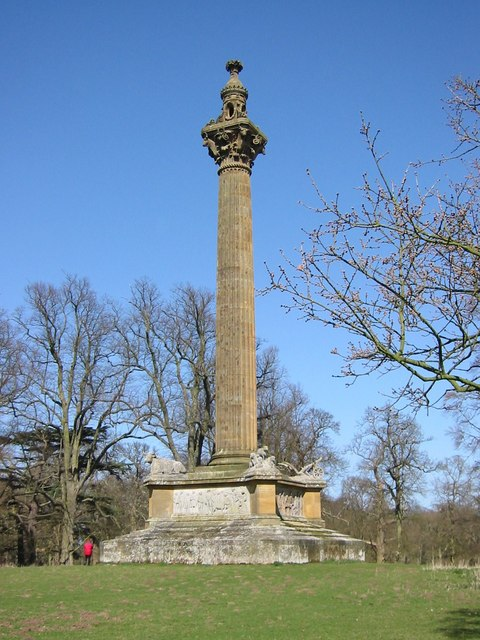
Monument de Coke, Holkham Hall

Coke reste dans la force de l'âge après sa retraite; les dossiers montrent qu'il tue 24 cerfs avec 25 coups de feu à l'âge de 79 ans et qu'il a un autre enfant trois ans plus tard. Un portrait peint de lui, qui semble être celui d'un homme de 20 ans plus jeune, n'est selon Stirling « aucune ressemblance flatteuse », mais au contraire tout à fait exact . Après une courte et douloureuse maladie alors qu'il visite son domaine (et sa maison d'enfance) à Longford Hall, dans le Derbyshire, Coke meurt aux premières heures du 30 juin 1842 à l'âge de 88 ans. Ses derniers mots ont été rapportés comme « eh bien, j'ai peut-être trop parlé ». Le corps reste exposé pendant deux jours, le cortège funèbre étant finalement parti le 7 juillet. Il traverse King's Lynn, où des drapeaux noirs de deuil sont hissés et des milliers de personnes viennent lui rendre hommage. Sur la dernière étape du voyage, avec un cortège funèbre de deux milles de long conduit par 150 locataires de Holkham à cheval et suivi de plusieurs centaines de voitures privées, 200 hommes à cheval, chevauchant deux de front, et enfin, un long train de voisins, locataires et yeomen, Coke est finalement enterré au mausolée familial à Tittleshall le 11 juillet . Immédiatement après la mort de Coke, un comité se forme pour lui créer un monument ; plus d'un millier d'abonnés contribuent pour 5 000 £. Le monument Coke, dans le parc de Holkham Hall, est conçu par William Donthorne et finalement achevé en 1851 .
Le comté et le domaine Holkham passent à son fils Thomas.

## Famille
De sa première épouse Jane Dutton, il a trois filles :
- Lady Jane Elizabeth Coke (1777-1863), épouse d'abord Charles Howard, vicomte Andover (1775-1800), fils de John Howard (15e comte de Suffolk) ; se remarie à l'amiral Sir Henry Digby (1770-1842). Ils ont deux fils, dont Edward Digby (9e baron Digby), et une fille, la mondaine et aventurière Jane Digby.
- Lady Anne Margaret Coke (1779-1843), épouse Thomas Anson (1er vicomte Anson). Ils ont trois fils et quatre filles, dont Thomas Anson (1er comte de Lichfield).
- Lady Elizabeth Wilhelmina Coke (1795-1873), épouse John Spencer Stanhope. Ils ont deux fils et quatre filles. Un fils, Walter épouse Julia Buxton, fille de Sir John Buxton, 2e baronnet. Une de leurs filles, Elizabeth, épouse Richard St John Tyrwhitt.

Avec sa seconde épouse, Lady Anne Amelia Keppel, ils ont quatre fils et une fille :
- Thomas Coke (2e comte de Leicester) de Holkham (1822-1909)
- Capt. Hon. Edward Keppel Coke (1824-1889). Il est député de West Norfolk de 1847 à 1852. Il épouse Diana Mary Blanche Georgiana Agar-Ellis, fille de George Agar-Ellis (1er baron Dover). Ils n'ont pas de descendance.
- Henry John Coke (1827-1916). Il épouse Lady Katherine Gray Egerton, fille de Thomas Egerton (2e comte de Wilton) de Wilton Castle et Lady Mary Margaret Stanley le 22 juillet 1861. Ils ont deux fils et une fille.
- Lt.-Col. Hon. Wenman Clarence Walpole Coke (1828-1907). Après son service dans la Guerre de Crimée il est élu député d'East Norfolk. Le bubal de Coke est nommé d'après lui. Il ne s'est jamais marié.
- Lady Margaret Sophia Coke (c. 1829-1868), épouse Sir Archibald Macdonald (3e baronnet) (en), fils de James Macdonald (2e baronnet) et Lady Sophia, fille de William Keppel (4e comte d'Albemarle). Ils n'ont pas de descendance.